# 白井豊
白井豊（しらいゆたか：英語表記Yutaka Shirai、1950年1月17日 - ）は、日本の技術士、コンピュータプログラマ。鹿児島県阿久根市生まれ。鹿児島大学理学部物理学科を卒業したが、卒業論文の実験解析に使ったコンピュータに魅せられてソフトの世界へ進む。ソフト会社の構造計画研究所に入社した当初は有限要素法や振動解析などの工学系ソフト開発に従事するが、マイコン普及とともに、メーカや国立の研究所関連で通信制御装置の試作品や研究目的のコンピュータ試作等の請負に従事する。
このため科学技術計算ソフトだけでなく、組込み計算機、言語処理関連ソフト、人工知能ソフト等、幅広い分野のソフト開発を手掛ける。後、LISPマシン、Pascalマシンなど高級言語計算機のCPU制御を専門としている。
1987年のソフトウェア環境統合化技術開発計画プロジェクト（FASET）や、1988年のシステムインテグレーション基盤技術開発計画プロジェクト（SI）など通産省関連プロジェクトのプロジェクトリーダを勤め、新構造化モデル、中小企業関連など通産省プロジェクトの立上げに従事。
その後、財団法人林業土木コンサルタンツ（JFEC）の技術研究所に移籍。情報処理研究室長として財団情報化に従事しながら、日本工業大学などの非常勤講師を兼務。集水域の自動認識、崩壊土砂流出シミュレーション、水系自動抽出モデルなどを考案。
財団解散後、株式会社創造舎を設立し代表取締役。

## 著書
- データ通信テキスト
- 伝送交換テキスト
- ExcelとVBAによる実用数値解析入門
- これだけは理解しておきたいソフトウェア開発の知識
- 動く力学シミュレーション
- フラクタルで描く魅惑的な画像の世界
- 情報・倫理・知的財産
- ExcelとVBAによる有限要素法入門
- これなら納得C言語へのいざない
- Visual C#.NETによる明解アルゴリズムとデータ構造
- 計算問題で制す!電気通信工事担任者試験 電気通信技術の基礎